# Karabağlar

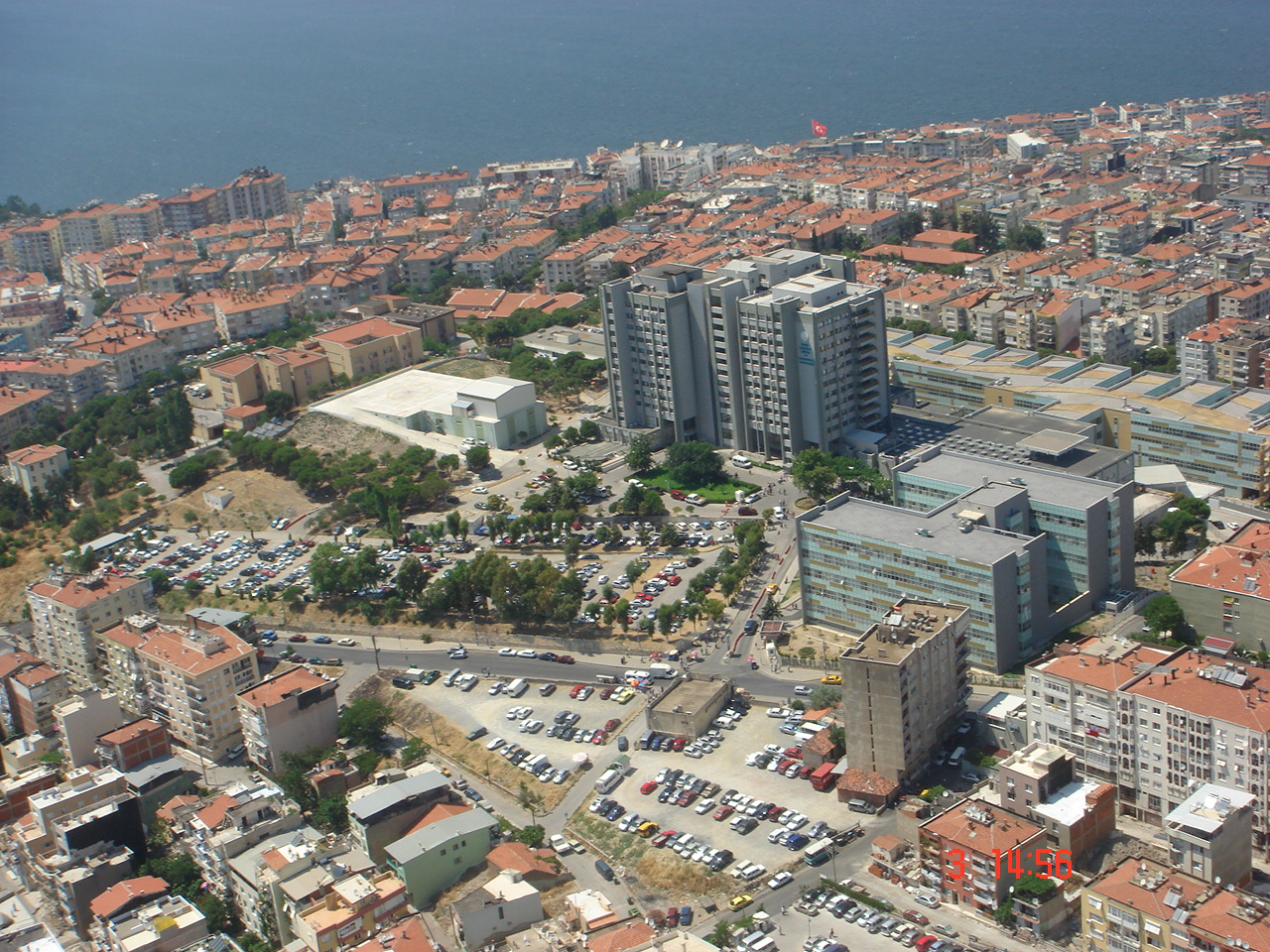
Atatürk-Krankenhaus in Karabağlar

Karabağlar ist eine Stadtgemeinde (Belediye) im gleichnamigen Ilçe (Landkreis) der Provinz Izmir in der türkischen Ägäisregion und zugleich ein Stadtbezirk der 1984 gebildeten Büyükşehir belediyesi İzmir (Großstadtgemeinde/Metropolprovinz). Seit der Gebietsreform ab 2013 ist die Gemeinde flächen- und einwohnermäßig identisch mit dem Landkreis.
Das Zentrum von Karabağlar liegt südlich des Stadtzentrums von Izmir, der Landkreis südwestlich davon. Er grenzt im Norden an Konak, im Nordwesten an Balçova und Narlıdere, im Westen an Güzelbahçe, im Süden an Menderes und Gaziemir sowie im Osten an Buca.
Als Kreis wurde Karabağlar ebenso wie Bayraklı im Jahr 2008 gegründet (Gesetz Nr. 5747). Hierbei wurden aus dem Kreis Konak 55 (der 167) Mahalle der Stadt Konak und zwei Dörfer (Kavacık und Tırazlı) abgetrennt. Im Zuge der Verwaltungsreform wurden 2013 wurden beide Dörfer in Mahalle umgewandelt und mit der Stadt (Belediye) vereint. Den Mahalle steht ein Muhtar als oberster Beamter vor.
Ende 2020 lebten durchschnittlich 8.269 Menschen in jedem Mahalle, die bevölkerungsreichsten davon waren:
- Vatan Mah. (25.184)
- Yunus Emre Mah. (21.950)
- Günaltay Mah. (20.199)
- Basın Sitesi Mah. (16.288)

- Bozyaka Mah. (15.771)
- Bahçelievler Mah. (14.496)
- Ali Fuat Cebesoy Mah. (12.112)
- Kazım Karabekir Mah. (12.055)
- Refet Bele Mah. (11.948)
- Bahar Mah. (11.410)
- Çalıkuşu Mah. (11.381)
- Peker Mah. (11.357 Einw.)

Hinsichtlich der Bevölkerungszahl liegt der Kreis/Stadtbezirk hinter Buca (507.773) auf dem zweiten Platz, In der Liste nach der Bevölkerungsdichte belegt er den vierten Platz mit 5.389 Einw. je km², das ist fast das 15-fache des Provinzwertes von 370.
Das Fußballstadion Yeşilyurt Futbol Sahası liegt in Karabağlar.